# 1972-es Formula–1 francia nagydíj
Az 1972-es Formula–1 világbajnokság hatodik futama a francia nagydíj volt.

## Futam
| Helyezés | #  | Versenyző            | Csapat/Motor | Futott körök | Idő/Kiesés oka      | Rajthely | Pontszám |
| -------- | -- | -------------------- | ------------ | ------------ | ------------------- | -------- | -------- |
| 1        | 4  | Jackie Stewart       | Tyrrell-Ford | 38           | 1h52:21,5           | 3        | 9        |
| 2        | 1  | Emerson Fittipaldi   | Lotus-Ford   | 38           | + 27,7              | 8        | 6        |
| 3        | 9  | Chris Amon           | Matra        | 38           | + 31,9              | 1        | 4        |
| 4        | 7  | François Cevert      | Tyrrell-Ford | 38           | + 49,3              | 7        | 3        |
| 5        | 12 | Ronnie Peterson      | March-Ford   | 38           | + 56,8              | 9        | 2        |
| 6        | 26 | Mike Hailwood        | Surtees-Ford | 38           | + 1:36,1            | 10       | 1        |
| 7        | 2  | Denny Hulme          | McLaren-Ford | 38           | + 1:48,1            | 2        |          |
| 8        | 19 | Wilson Fittipaldi    | Brabham-Ford | 38           | + 2:25,1            | 14       |          |
| 9        | 11 | Brian Redman         | McLaren-Ford | 38           | + 2:55,5            | 13       |          |
| 10       | 18 | Graham Hill          | Brabham-Ford | 38           | + 2:59,5            | 20       |          |
| 11       | 3  | Jacky Ickx           | Ferrari      | 37           | + 1 kör             | 4        |          |
| 12       | 20 | Carlos Reutemann     | Brabham-Ford | 37           | + 1 kör             | 17       |          |
| 13       | 30 | Nanni Galli          | Ferrari      | 37           | + 1 kör             | 19       |          |
| 14       | 28 | Andrea de Adamich    | Surtees-Ford | 37           | + 1 kör             | 12       |          |
| 15       | 5  | Jean-Pierre Beltoise | BRM          | 37           | + 1 kör             | 24       |          |
| 16       | 10 | Rolf Stommelen       | March-Ford   | 37           | + 1 kör             | 15       |          |
| 17       | 27 | Tim Schenken         | Surtees-Ford | 36           | + 2 kör             | 5        |          |
| 18       | 6  | Dave Walker          | Lotus-Ford   | 34           | Féltengely          | 22       |          |
| 19       | 15 | Mike Beuttler        | March-Ford   | 33           | Kifogyott üzemanyag | 23       |          |
| HN       | 8  | Patrick Depailler    | Tyrrell-Ford | 33           | Helyezés nélkül     | 16       |          |
| Kiesett  | 24 | Reine Wisell         | BRM          | 25           | Váltó               | 18       |          |
| Kiesett  | 17 | Carlos Pace          | March-Ford   | 18           | Motorhiba           | 11       |          |
| Kiesett  | 25 | Helmut Marko         | BRM          | 8            | Szemsérülés         | 6        |          |
| Kiesett  | 14 | Niki Lauda           | March-Ford   | 4            | Féltengely          | 21       |          |
| NK       | 29 | Dave Charlton        | Lotus-Ford   |              |                     |          |          |

## Statisztikák
Vezető helyen:
- Chris Amon: 19 (1-19)
- Jackie Stewart: 19 (20-38)

Jackie Stewart 20. győzelme, Chris Amon 5. pole-pozíciója, 3. leggyorsabb köre.
- Tyrrell 9. győzelme.

Patrick Depailler első versenye és Helmut Marko utolsó versenye.